# Plocama dubia
Plocama dubia är en måreväxtart som först beskrevs av James Edward Tierney Aitchison och William Botting Hemsley, och fick sitt nu gällande namn av Maria Backlund och Mats Thulin. Plocama dubia ingår i släktet Plocama och familjen måreväxter. Inga underarter finns listade i Catalogue of Life.